# Bahnhof Keikyū Kawasaki
Der Bahnhof Keikyū Kawasaki (jap. 京急川崎駅, Keikyū Kawasaki-eki) ist ein Bahnhof auf der japanischen Insel Honshū. Der bedeutende Verkehrsknotenpunkt wird von der Bahngesellschaft Keikyū betrieben und befindet sich in der Präfektur Kanagawa auf dem Gebiet der Stadt Kawasaki, genauer im Bezirk Kawasaki-ku.

## Verbindungen
Keikyū Kawasaki ist ein Anschlussbahnhof an der Keikyū-Hauptlinie, die überwiegend dem Westufer der Bucht von Tokio folgt und von Tokio über Yokohama nach Uraga auf der Miura-Halbinsel führt. Das Zugangebot ist sehr dicht: Tagsüber fahren 15 Züge je Stunde, während der Hauptverkehrszeit bis zu 24 Züge stündlich. Abgesehen von wenigen Ausnahmen halten hier sämtliche auf der Keikyū-Hauptlinie verkehrenden Züge. Schnellzüge von überregionaler Bedeutung sind der Airport Express von Zushi-Hayama über Yokohama zum Flughafen Haneda sowie der Limited Express von Tokio nach Uraga. Alle nach Tokio verkehrenden Schnellzüge werden in Sengakuki zur U-Bahn durchgebunden, während Shinagawa das Ziel der Nahverkehrszüge ist. Keikyū Kawasaki ist auch die westliche Endstation der Keikyū Daishi-Linie. Auf ihr verkehren die Züge tagsüber alle zehn Minuten, während der Hauptverkehrszeit alle fünf Minuten und in den Randstunden in einem angenäherten 15-Minuten-Takt. An Wochenenden und Feiertagen fahren sie alle 10 bis 15 Minuten.
Etwa 250 Meter südwestlich des Bahnhofs Keikyū Kawasaki steht der Bahnhof Kawasaki an der Tōkaidō-Hauptlinie von JR East, verbunden durch eine unterirdische Fußgängerpassage. Dort befindet sich auch ein bedeutender Busbahnhof, der von drei Dutzend Linien des Verkehrsamtes der Stadt Kawasaki sowie der Gesellschaften Keikyū Bus und Rinkō Bus bedient wird.

## Anlage
Der Bahnhof steht an der Grenze zwischen den Stadtteilen Ekimae Honchō im Westen, Honchō im Nordosten und Isago im Südosten, die alle zum Bezirk Kawasaki-ku gehören. Auf der Westseite erstreckt sich ein belebtes Geschäftsviertel mit dem Einkaufszentrum Azalea, dem Unterhaltungskomplex Kawasaki DICE, dem Kaufhaus Keikyū Store und einem Outlet von Yodobashi Kamera. Der Bereich östlich des Bahnhofs ist ein gemischtes Wohn- und Geschäftsviertel, ebenso ist dort ein großes Umspannwerk von Keikyū zu finden.
Die von Nordosten nach Südwesten ausgerichtete Anlage ist zweigeschossig. Ebenerdig befinden sich die Verkaufseinrichtungen, die Bahnsteigsperren und mit den drei stumpf endenden Gleisen der Keikyū Daishi-Linie. Sie sind durch ein Bürogebäude überdeckt. Sie liegen an einem Mittel- und einem Seitenbahnsteig (spanische Lösung). Im Nordosten ist eine dreigleisige Abstellanlage zu finden. Erhöht auf einem Viadukt verläuft parallel dazu die Trasse der Keikyū-Hauptlinie. Sie besteht aus vier Gleisen an zwei vollständig überdachten Mittelbahnsteigen. Treppen, Rolltreppen und Aufzüge stellen die Verbindungen zwischen der unteren und der oberen Ebene her. Bie zwei Bahnstrecken sind nur über Spitzkehren miteinander verbunden, weshalb es keine durchgehenden Züge gibt.
Im Fiskaljahr 2019 nutzten durchschnittlich 65.502 Fahrgäste täglich den Bahnhof.

## Bilder

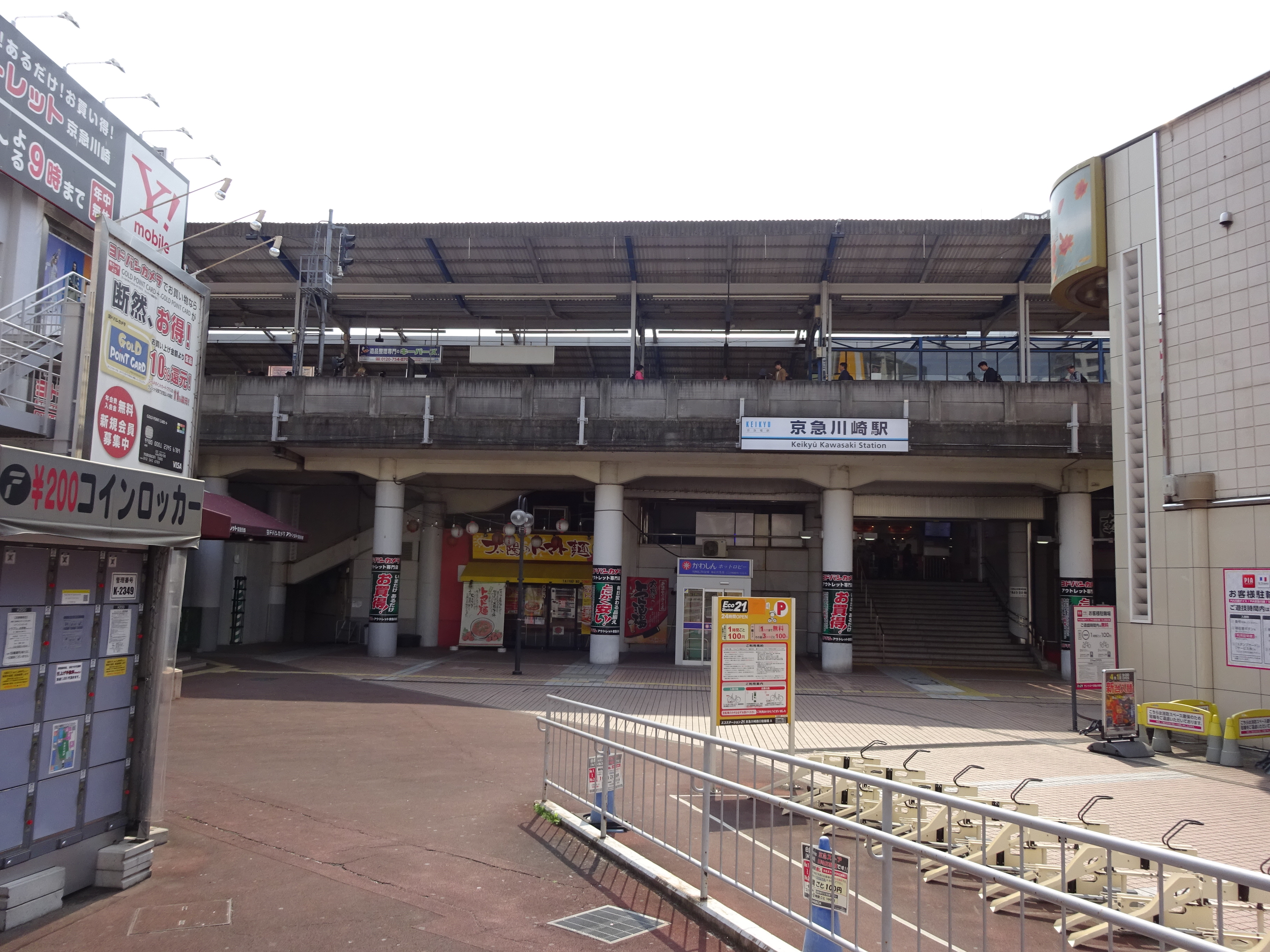
Westlicher Eingang
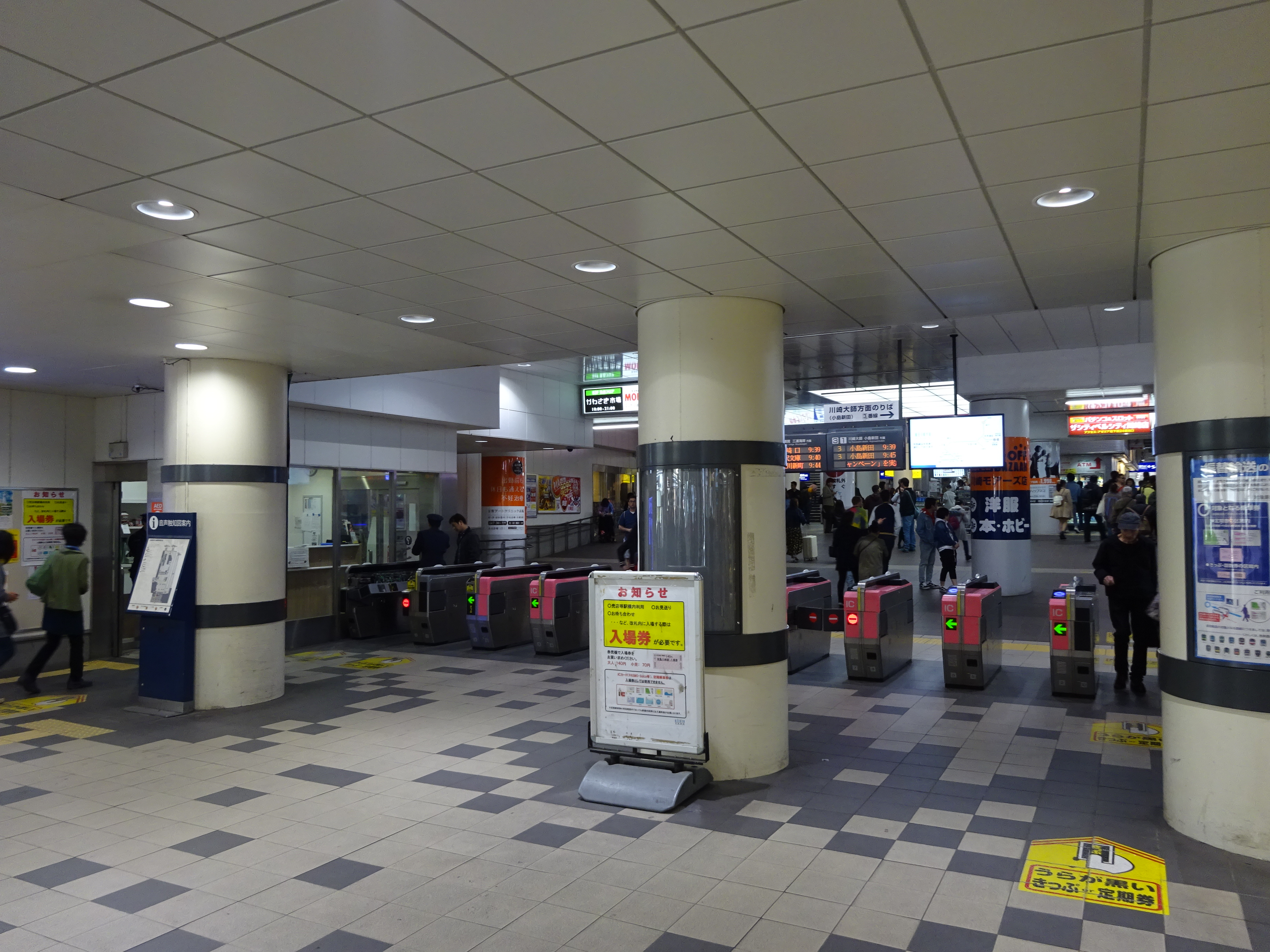
Durchgangspassage mit Bahnsteigsperren
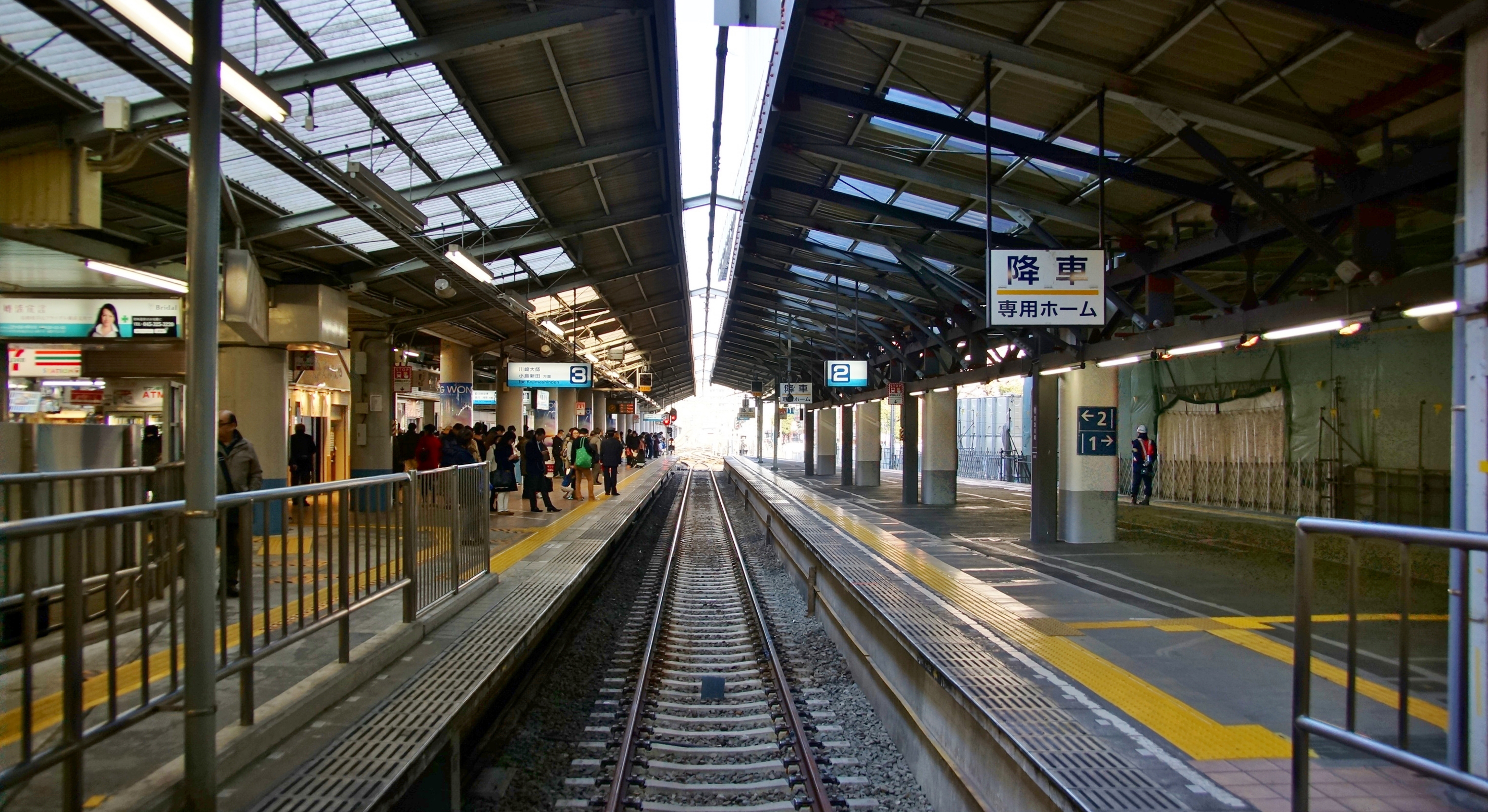
Bahnsteige der Daishi-Linie
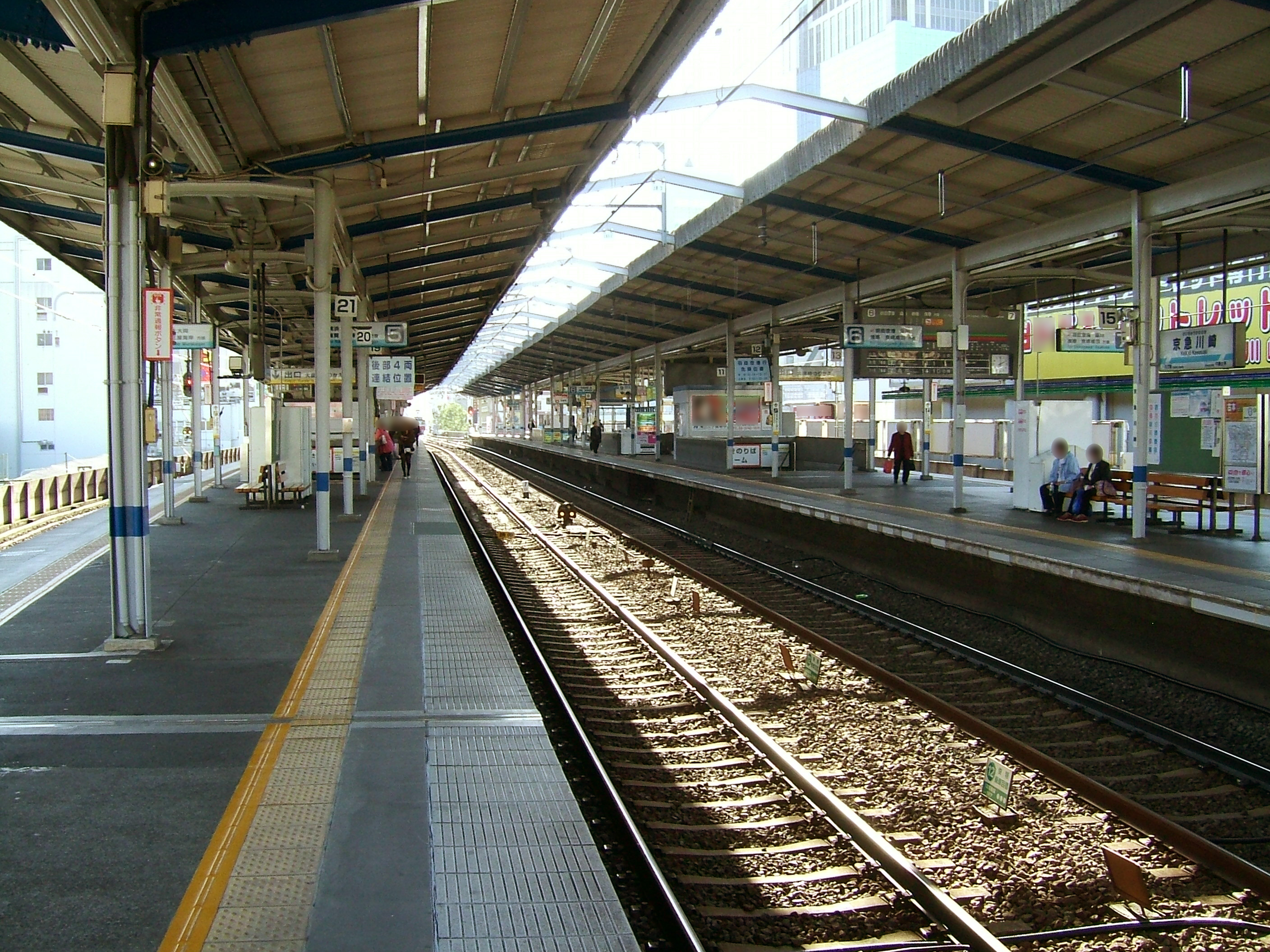
Bahnsteige der Keikyū-Hauptlinie
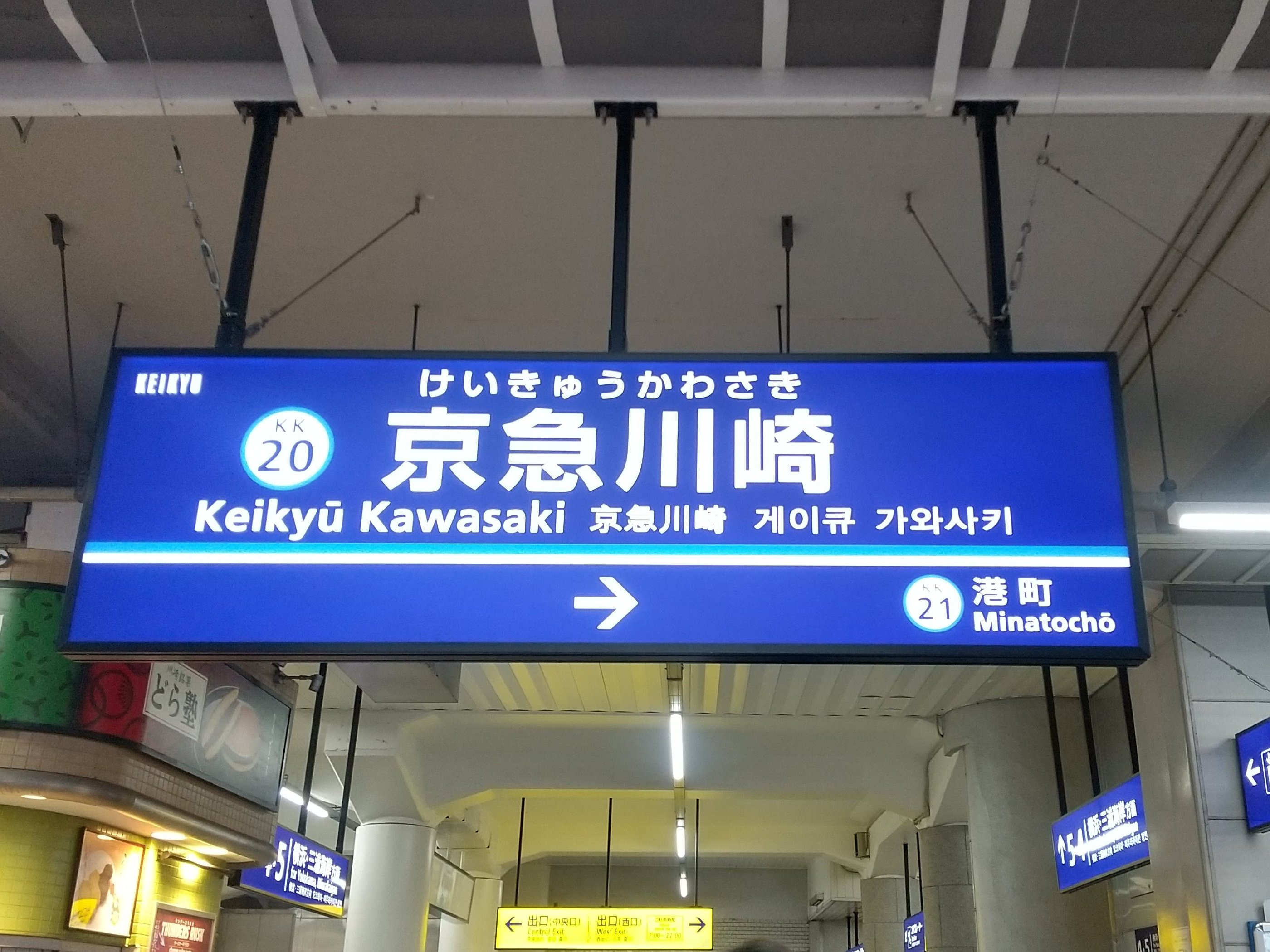
Namensschild des Bahnsteigs der Daishi-Linie (Februar 2021)

## Gleise
| 1–3 | ▉ Keikyū Daishi-Linie | Kojimashinden                                           |
| 4/5 | ▉ Keikyū-Hauptlinie   | Yokohama • Kamiōoka • Uraga • Miurakaigan               |
| 6/7 | ▉ Keikyū-Hauptlinie   | Keikyū Kamata • Haneda Airport Terminal 1·2 • Shinagawa |

## Linien
| Verlauf der Keikyū-Hauptlinie |
| --- |
| Sengakuji • Shinagawa • Kitashinagawa • Shimbamba • Aomono-yokochō • Samezu • Tachiaigawa • Ōmorikaigan • Heiwajima • Ōmorimachi • Umeyashiki • Keikyū Kamata • Zōshiki • Rokugōdote • Keikyū Kawasaki • Hatchōnawate • Tsurumi-Ichiba • Keikyū Tsurumi • Kagetsu-sōjiji • Namamugi • Keikyū Shinkoyasu • Koyasu • Kanagawa-Shimmachi • Keikyū Higashi-kanagawa • Kanagawa • Yokohama • Tobe • Hinodechō • Koganechō • Minamiōta • Idogaya • Gumyōji • Kamiōoka • Byōbugaura • Sugita • Keikyū Tomioka • Nōkendai • Kanazawa-bunko • Kanazawa-hakkei • Oppama • Keikyū Taura • Anjinzuka • Hemi • Shioiri • Yokosuka-chūō • Kenritsudaigaku • Horinouchi • Keikyū Ōtsu • Maborikaigan • Uraga |

| Verlauf der Keikyū Daishi-Linie                                                                         |
| --- |
| Keikyū Kawasaki • Minatochō • Suzukichō • Kawasaki-Daishi • Higashimonzen • Daishibashi • Kojimashinden |

## Geschichte
Am 1. September 1902 eröffnete die private Bahngesellschaft Keihin Denki Tetsudō den Bahnhof Kawasaki (川崎), zusammen mit einer Verlängerung der Daishi-Linie von Rokugōbashi bis hierher. Ab 8. Mai 1904 war Kawasaki auch die südliche Endstation der späteren Keikyū-Hauptlinie. Mit der Eröffnung des Teilstücks zwischen Kawasaki und Kanagawa am 24. Dezember 1905 stellte die Hauptlinie eine durchgehende Verbindung zwischen den damaligen Stadträndern von Tokio und Yokohama her. Um Verwechslungen mit dem nahe gelegenen Bahnhof Kawasaki an der Tōkaidō-Hauptlinie zu vermeiden, erfolgte am 1. November 1925 die Umbenennung des Bahnhofs in Keihin Kawasaki (京浜川崎). Der ehemals ebenerdige Bahnhof wurde 1966 durch einen erhöht liegenden Neubau ersetzt, wodurch in der Umgebung mehrere niveaugleiche Bahnübergänge aufgehoben werden konnten. Am 1. Juni 1987 erhielt der Bahnhof seinen heutigen Namen. Der Bahnsteig 4/5 der Keikyū-Hauptlinie wurde im April 2020 mit Bahnsteigtüren ausgestattet, zwei Monate später auch der Bahnsteig 6/7.